# Giorgia Tesio
Giorgia Tesio (* 20. října 2000 Cuneo) je italská reprezentantka ve sportovním lezení, vicemistryně Itálie a juniorská mistryně Evropy v boulderingu.

## Výkony a ocenění
- 2015,2016: vítězka v celkovém hodnocení Evropského poháru juniorů
- 2015-2017: třikrát juniorská mistryně Evropy
- 2016,2017: nominace na prestižní mezinárodní závody Rock Master v italském Arcu, stříbrná medaile

### Závodní výsledky
| Arco Rock Master | Arco Rock Master | Arco Rock Master |
| Rok              | 2016             | 2017             |
| ---------------- | ---------------- | ---------------- |
| Bouldering       | 2                | 6                |

| Světový pohár | Světový pohár | Světový pohár | Světový pohár |
| Rok           | 2016          | 2017          | 2018          |
| ------------- | ------------- | ------------- | ------------- |
| Obtížnost     | —             | 0             |               |
| jednotlivě    | —             | 34            |               |
|               |               |               |               |
| Rychlost      | —             | 0             |               |
| jednotlivě    | —             | 38            |               |
|               |               |               |               |
| Bouldering    | 76-82         | 52-56         | 49-50         |
| jednotlivě    | ,35,29,       | ,67,23,       | 19            |
|               |               |               |               |
| Kombinace     | —             | 148-152*      |               |

- poznámka: nalevo jsou poslední závody v roce;
v roce 2017 se kombinace hodnotila i za jednu disciplínu

| Mistrovství Evropy juniorů | Mistrovství Evropy juniorů | Mistrovství Evropy juniorů | Mistrovství Evropy juniorů |
| Rok                        | 2015 kat. B                | 2016 kat. A                | 2017 kat. A                |
| -------------------------- | -------------------------- | -------------------------- | -------------------------- |
| Obtížnost                  | 3                          |                            |                            |
| Bouldering                 | 1                          | 1                          |                            |
| Kombinace                  |                            |                            | 1                          |